# تسوشيما مورو: سايونارا أوكيناوا
تسوشيما مورو: سايونارا أوكيناوا (باليابانية: 対馬丸 -さようなら沖縄-، بالروماجي: Tsushima Maru: Sayounara Okinawa) هو فيلم أنمي ياباني من إخراج سومو كوباياشي ومن إنتاج استوديو موشي برودكشن عرض في 24 أكتوبر عام 1982، وبلغت مدتة 70 دقيقة.

## القصة
تدور أحداث القصة عن تحطم سفينة الشحن تسوشيما مارو، التي كانت تحمل 836 تلميذًا إلى منازلهم في يوليو عام 1944 عندما تعرضت للهجوم من قبل غواصة أمريكية.

## الأداء الصوتي
| الشخصية          | الأداء الصوتي    |
| ---------------- | ---------------- |
| كيوشي غوشيكين    | مايومي تاناكا    |
| كينجي هيغا       | هيوكو ماروياما   |
| آكيو شينجو       | هيروشي إيزوا     |
| إيسيغن أومورا    | إيتشيرو موراكوشي |
| ماسا غوشيكين     | كازوكو ماكينو    |
| هيديتوشي غوشيكين | كازو كوماكورا    |
| ميتو أهاغون      | ريكو سينو        |
| توميكو شينجو     | ساناي موريساوا   |

## وصلات خارجية
- تسوشيما مورو: سايونارا أوكيناوا على موقع my anime list